# Jean Maingarnaud
Jean Maingarnaud, colonel du 96e régiment d'infanterie de ligne, né à Ruffec (Charente) en 1772, tué en 1811. 

## Biographie
Né le 3 septembre 1772 de Jean Antoine Maingarnaud, qui était charpentier à Ruffec, et d'Elisabeth Chesne (selon magnantf, il naît le 3 septembre, selon Bouvier il naît le 3 mars. Magnantf ayant utilisé les registres paroissiaux nous retenons sa date). 
Sa mère meurt, alors qu'il est encore enfant, le 13 novembre 1786, à Ruffec. 
Peu après, le 16 avril 1787, son père se remarie avec Marie Anne Mondion.
Jean Maingarnaud se marie le 1er août 1803, à Turin (Italie), avec Marie Catherine Madeleine Souiris, son aînée de six ans, native d'Ajaccio.

## États de service
Son service sous les armes commence comme sous-lieutenant au 4e bataillon de la Charente le 13 novembre 1792. Il devient lieutenant le 27 avril 1794. 
Il rejoint ensuite la 10e demi-brigade légère comme lieutenant de carabiniers le 20 février 1796. 
Il devient aide-de-camp du général de division Gazan le 4 avril 1799. Le maréchal Massena, général en chef de l'armée du Danube le nomme capitaine sur le champ de bataille au passage de la Leina le 26 septembre 1799 (à cette occasion Massena lui adressa une lettre élogieuse sur son dévouement et sa bravoure, laquelle lettre est conservée à l'Hôtel de la Légion-d'Honneur. 
Le 26 octobre 1799, à Düerstein, il dirige la colonne qui perce les lignes ennemies (russes) et facilite la retraite du maréchal Mortier. 
Il devient aide-de-camp du maréchal Lefebvre le 29 septembre 1806. 
Le 3 avril 1807, il enlève le corps ennemi qui venait par Pitteau pour chasser et faire lever le siège aux troupes qui encerclaient Dantzig de ce côté. 
Sur le champ de bataille de Colberg, le 11 avril 1807, il est promu chef de bataillon. 
Nommé colonel le 5 mai 1809, il reçoit le commandement du 96e régiment le 17 septembre 1810. 
Il est tué au champ d'honneur à Chiclana (Espagne) le 5 mars 1811.

## Campagnes
- sert en continu de 1792 à 1811
- campagne de l'armée du Danube
- campagne d'Italie (bataille de Gênes le 14 mars 1795, passage de Mineio le 30 mai 1796)
- campagne d'Autriche (siège de Kelh, 1797, bataille de Düerstein, 1799)
- campagne d'Autriche (bataille d'Ulm, octobre 1805)
- campagne de Prusse et Pologne (bataille d'Iéna en octobre 1806, siège de Dantzig, en 1807)
- toutes les autres campagnes du premier Empire.

## Blessures
- blessé d'un coup de feu au ventre à Rastadt le 5 juillet 1796.
- blessé au ventre à Wörgl le 11 mai 1809
- blessé au bras droit à Rottenberg le 18 juillet 1809
- tué à Chiclana le 5 mars 1811

## Reconnaissances honorifiques
- lettre de félicitations du maréchal Massena en avril 1799
- citation au combat de Düerstein le 26 octobre 1799, par le maréchal Mortier.
- bulletin de la Grande Armée évoquant son comportement devant Dantzig.
- chevalier de la Légion-d'Honneur par décret du 24 avril 1806, alors qu'il est aide-de-camp du général Gazan, et cela sur la requête du maréchal Lefebvre, duc de Dantzig.
- officier de la Légion-d'Honneur à une date non mentionnée dans son dossier.

## Sources et bibliographie
- BOUVIER (J.-B., capitaine), "Historique du 96e régiment d'infanterie", Lyon, imp. A. Storck, 1892.
- geneanet, fichier généalogique de magnantf
- CALVET Stéphane, "dictionnaire biographique des officiers charentais de la Grande armée", Paris, les Indes savantes, collection la Boutique de l'histoire, 2010